# سامسونگ گلکسی آ۵
سامسونگ گلکسی ای۵ (Samsung Galaxy A5) یک تلفن هوشمند میان رده اندرویدی از سری گلکسی ای، محصولی از سامسونگ است که در ۳۰ اکتبر ۲۰۱۴ معرفی شد.

## مشخصات
این دستگاه از میکرو یواس‌بی با تکنولوژی یواس‌بی ۲ بهره می‌برد.
این اسمارت‌فون همچنین دارای حسگرهای شتاب‌سنج و حسگر مجاورتی و قطب‌نما می‌باشد.

### طراحی
این اسمارت‌فون از زبان طراحی بقیه محصولات سامسونگ پیروی می‌کند ولی تنها فرق آن، آلومینیومی بودن آن است. این اسمارت فون از اندروید ۴٫۴٫۴ بهره می‌برد که قابل ارتقا به اندروید ۵٫۰٫۲ و اندروید ۶ است و ضخامت ۶٫۷ میلی‌متری، وزن ۱۲۳ گرمی دارد. اسمارت‌فونی سبک و نازک.

### صفحه نمایش
صفحه نمایش ۵ اینچی و نه‌چندان با کیفیت این دستگاه، از رزولوشن ۷۲۰ در ۱۲۸۰ پیکسل بهره می‌برد و چگالی تصویر ۲۹۴ پیکسل بر اینچ را دارد. تکنولوژی این صفحه نمایش، سوپر آمولد سامسونگ می‌باشد که از ۱۶٫۷ میلیون رنگ پشتیبانی می‌کند. این صفحه نمایش، ۷۱٫۱۴ درصد پنل جلویی را تشکیل می‌دهد. از سنسورهای این صفحه نمایش می‌توان به روشنایی و پروکسیمیتی اشاره کرد.

### دوربین
اطلاعاتی از دوربین ۱۳ مگاپیکسلی این دوربین در دسترس نیست. اما این دوربین یه فلاش ال‌ای‌دی در کنار خود بهره می‌برد. از امکانات این دوربین می‌توان به فوکوس لمسی و خودکار و تشخیص چهره اشاره کرد.
این دوربین می‌تواند با کیفیت ۱۰۸۰ پی و اچ‌دی و ۳۰ فریم بر ثانیه فیلم‌برداری کند. دوربین مکالمه ویدئویی این دستگاه هم ۵ مگاپیکسلی می‌باشد.
این دوربین خوب ارزیابی می‌شود.

### سخت‌افزار
چیپ کوالکام اسنپ‌دراگون ۴۱۰ این اسمارت‌فون، از پردازنده ۴ هسته‌ای و ۱٫۲ گیگاهرتزی بهره می‌برد و معماری آن برپایه ۶۴ بیت می‌باشد. این پردازنده از نوع ای‌آرام کورتکس-آ۵۳ می‌باشد.
پردازنده گرافیکی این دستگاه آدرنو ۳۰۶ می‌باشد. همچنین این دستگاه ۲ گیگابایت رم دارد و از ۱۶ گیگابایت حافظه بهره می‌برد. این اسمارت‌فون از میکرو اس‌دی پشتیبانی می‌کند.

### باتری
باتری ۲۳۰۰ میلی‌آمپر ساعتی این دستگاه متوسط ارزیابی می‌شود.